# Petritsj
Petritsj (Bulgaars: Петрич), soms ook geschreven als Petrich, is een stad en een gemeente in de oblast Blagoëvgrad in het zuidwesten van Bulgarije aan de grens met Griekenland en aan de voet van het Belasitsagebergte. De stad ligt ongeveer 195 km ten zuiden van Sofia en 86 km ten zuiden van Blagoëvgrad.

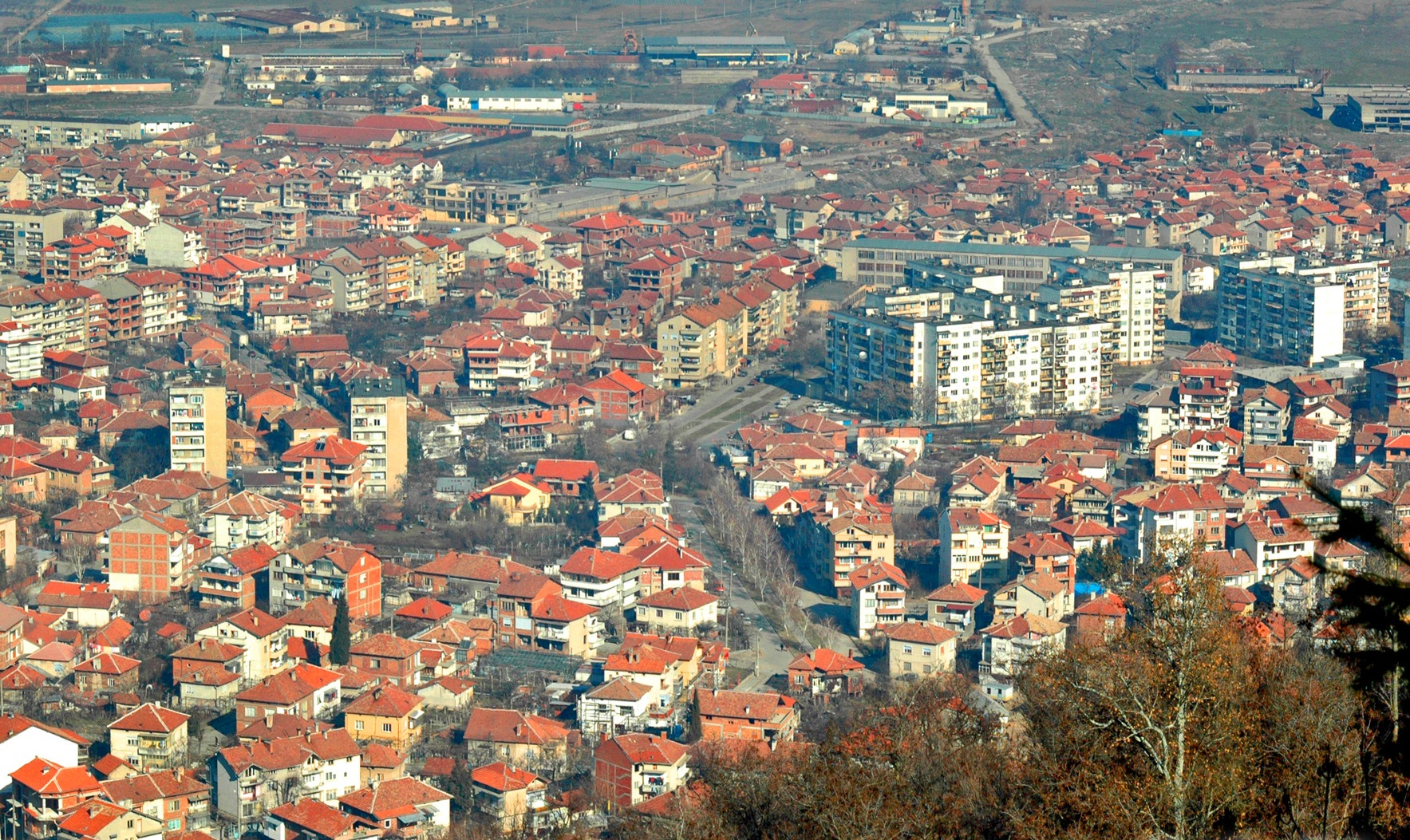
Zicht op Petritsj

## Geografie
De gemeente Petritsj is gelegen in het zuidwestelijke deel van oblast Blagoëvgrad (en heel Bulgarije). De gemeente heeft een oppervlakte van 650,132 vierkante kilometer en is daarmee de tweede van de 14 gemeenten van de oblast (10,01% van het grondgebied). De grenzen zijn als volgt:
- in het noorden - gemeente Stroemjani;
- in het noordoosten en oosten - gemeente Sandanski;
- in het zuiden - de Helleense Republiek;
- in het westen - de Republiek Noord-Macedonië.

## Bevolking
Volgens de geograaf Vasil Kantsjov telde het dorp in 1900 zo’n 7190 inwoners, waarvan 2450 Bulgaren, 4600 'Turken/Moslimbulgaren', 40 Vlachen en 100 zigeuners. In de eerste officiële telling van 1934 registreerde Petritsj 10.120 inwoners. Dit aantal begon in een snel tempo te groeien. Op 31 december 2004 telde de stad Petritsj een recordhoogte van 30.092 inwoners, bijna een verdrievoudiging sinds 1934. Sindsdien daalt het inwonersaantal. Op 31 december 2019 telde de stad Petritsj 26.932 inwoners.
| Jaar                | 1934   | 1946   | 1956   | 1965   | 1975   | 1985   | 1992   | 2001   | 2011   | 2019   |
| Petritsj (stad)     | 10.120 | 13.493 | 16.401 | 20.639 | 24.379 | 26.482 | 27.659 | 29.606 | 28.902 | 26.932 |
| Petritsj (gemeente) | 30.723 | 41.394 | 48.073 | 53.055 | 55.190 | 57.483 | 57.829 | 57.689 | 54.006 | 48.992 |

Op 31 december 2019 telde de stad Petritsj 26.932 inwoners, terwijl de gemeente Petritsj, samen met de 54 nabijgelegen dorpen, zo'n 48.992 inwoners had. Het grootste dorp is Parmovaj met 3.166 inwoners. Andere grote dorpen zijn: Kolarovo (1.6338 inwoners), Karnalovo (1.534 inwoners), Kavrakirovo (1.522 inwoners), Marikostinovo (1.137 inwoners), Belasitsa (993 inwoners), Michnevo (958 inwoners) en Roepite (926 inwoners).

### Bevolkingssamenstelling
De bevolking van de gemeente Petritsj bestaat grotendeels uit etnische Bulgaren (93%), maar er leeft ook een grote Romabevolking (6%). In de stad Petritsj identificeerden 23.967 personen zichzelf als etnische Bulgaren (90,3%), terwijl er 2.309 Roma (8,7%) werden geregistreerd.

### Religie
De belangrijkste religie is de Bulgaars-Orthodoxe Kerk (94%). Daarnaast zijn er kleinere minderheden van moslims, protestanten, katholieken en mensen zonder religie.
| Religieuze samenstelling in februari 2011 | Religieuze samenstelling in februari 2011 | Religieuze samenstelling in februari 2011 | Religieuze samenstelling in februari 2011 | Religieuze samenstelling in februari 2011 |
| ----------------------------------------- | ----------------------------------------- | ----------------------------------------- | ----------------------------------------- | ----------------------------------------- |
|                                           |                                           |                                           |                                           |                                           |
| Bulgaars-Orthodoxe Kerk                   | Bulgaars-Orthodoxe Kerk                   |                                           | 93,90%                                    | 93,90%                                    |
| Katholieke Kerk                           | Katholieke Kerk                           |                                           | 0,26%                                     | 0,26%                                     |
| Protestantisme                            | Protestantisme                            |                                           | 0,40%                                     | 0,40%                                     |
| Islam                                     | Islam                                     |                                           | 0,67%                                     | 0,67%                                     |
| Geen                                      | Geen                                      |                                           | 2,36%                                     | 2,36%                                     |
| Anders/ Onbekend                          | Anders/ Onbekend                          |                                           | 2,41%                                     | 2,41%                                     |

## Economie
De economie van de stad Petritsj wordt sterk beïnvloed door handel met het naburige Griekenland en in mindere mate met Noord-Macedonië. De stad is een agrarisch centrum voor fruit, groenten en tabak. Er bevinden zich een aantal fabrieken in de stad, waaronder een meubelfabriek en een fabriek voor waterniveaudetectoren. 

## Sport
De voetbalclub Belasitsa Petritsj (Bulgaars: ПФК Беласица Петрич) komt oorspronkelijk uit de stad Petritsj.

## Plaatsen in de gemeente
De gemeente Petritsj bestaat uit 55 nederzettingen: één stad en 54 dorpen.
| - Baskaltsi - Belasitsa - Bogoroditsa - Borovitsjene - Dolene - Dolna Kroesjitsa - Dolna Ribnitsa - Dolno Spantsjevo - Dragoesj - Drangovo - Drenovitsa - Drenovo - Gabrene - Gega - General Todorov - Gortsjevo - Ivanovo - Karnalovo | - Kavrakirovo - Kamena - Kapatovo - Kladentsi - Kljutsj - Kolarovo - Krandzjilitsa - Kromidovo - Koekoerachtsevo - Koelata - Marikostinovo - Marino Pole - Mendovo - Mitino - Michnevo - Novo Konomladi - Parvomaj - Pravo Bardo | - Ribnik - Roepite - Razjdak - Samoeilova Krepost - Samoeilovo - Skrat - Startsjevo - Stroemesjnitsa - Tonsko Dabe - Topolnitsa - Tsjoetsjoeligovo - Tsjoerilovo - Tsjoeritsjeni - Visjlene - Volno - Javornitsa - Jakovo - Zojtsjene |

## Afbeeldingen

Afbeeldingen van Petritsj
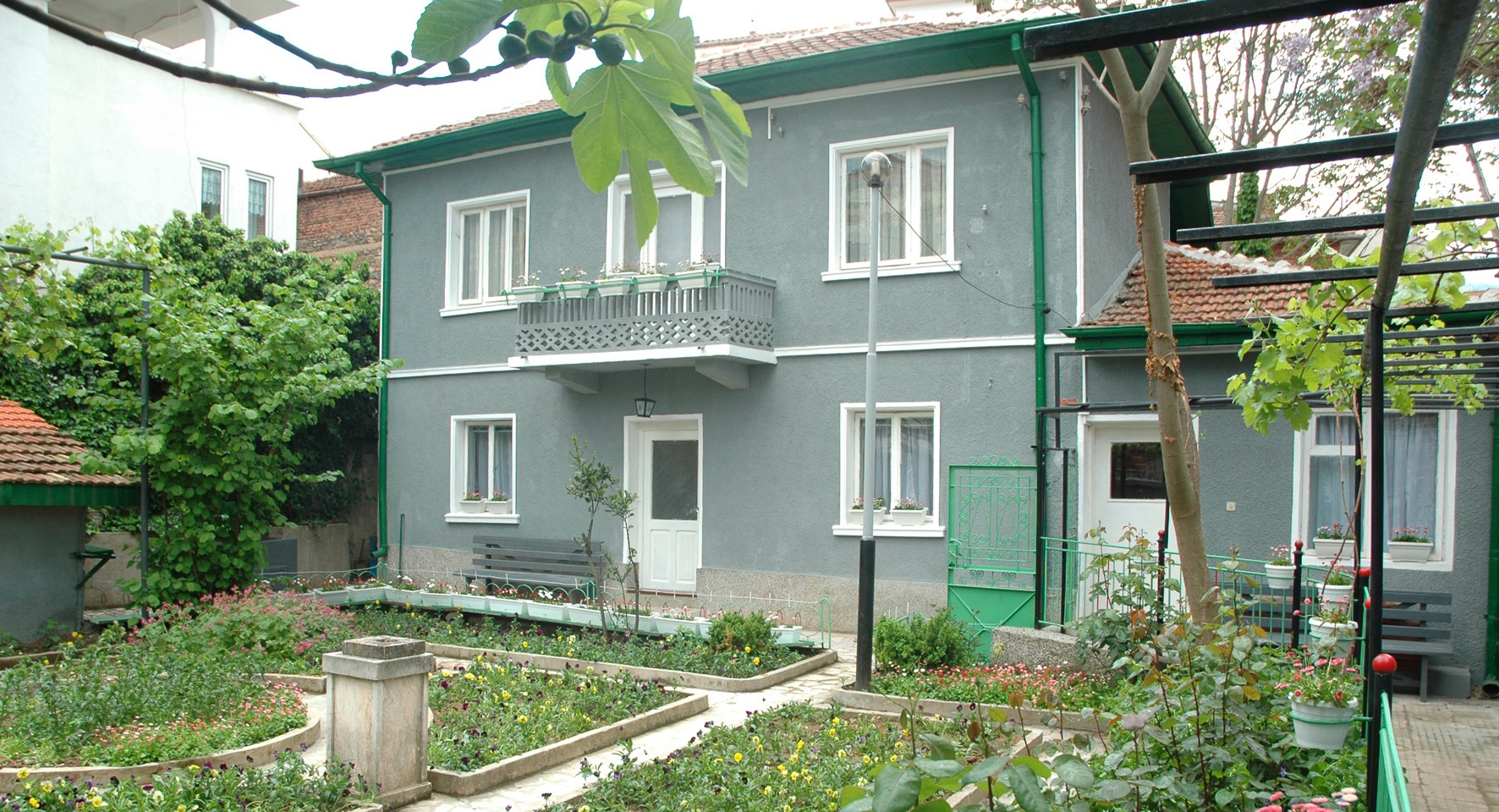
Het huis van Baba Vanga in Petritsj
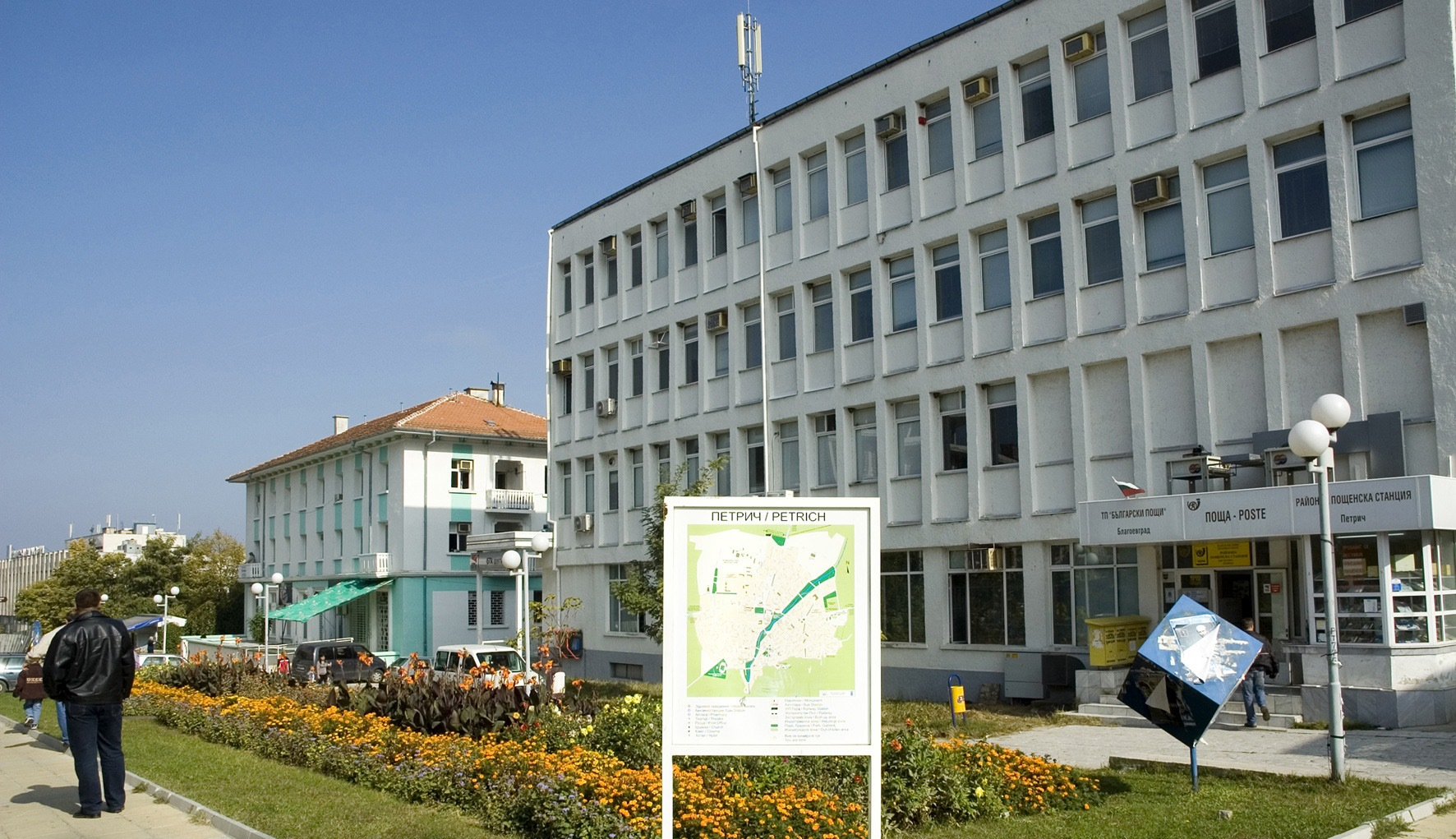
Het centrum van Petritsj
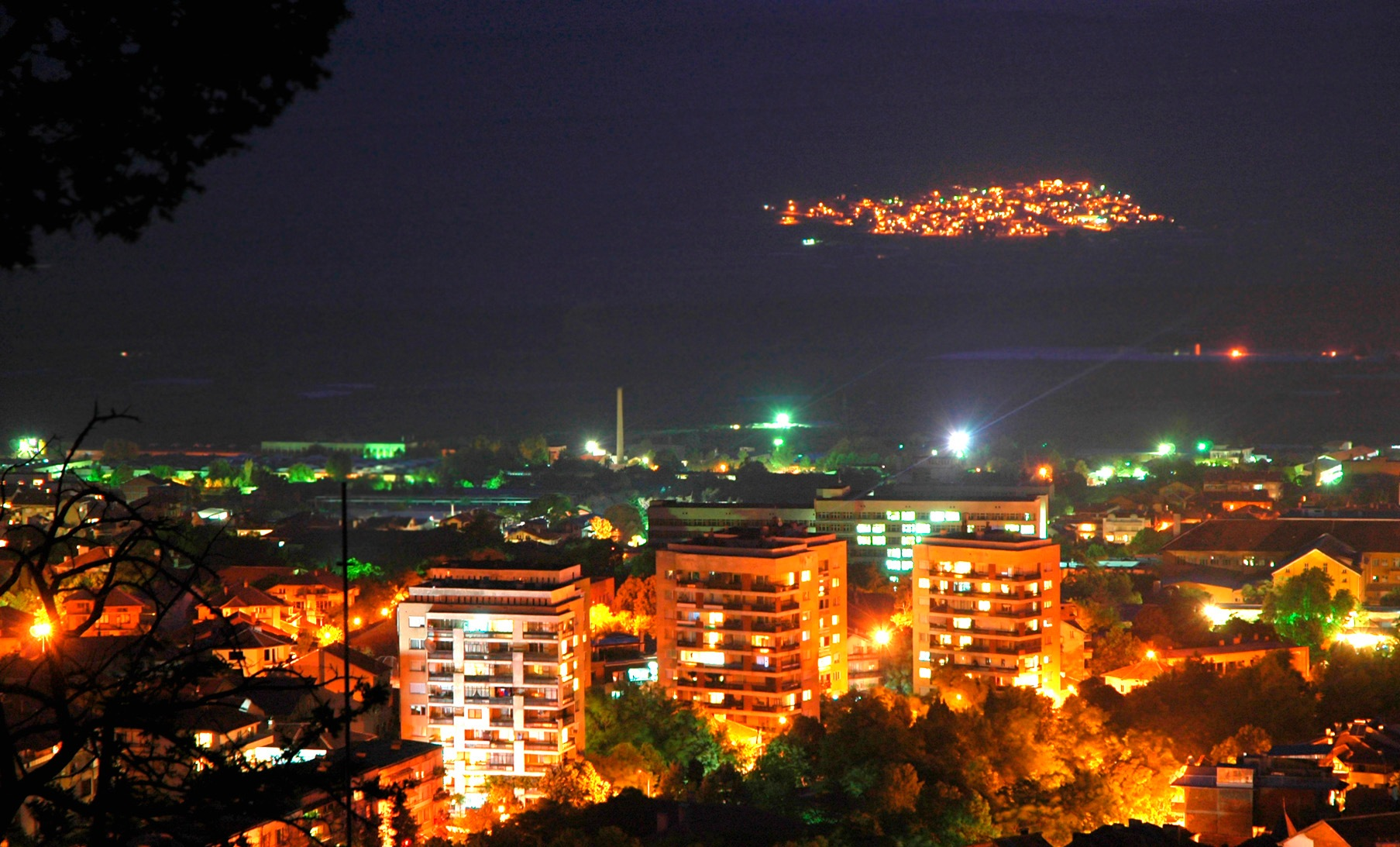
Petritsj in de avond
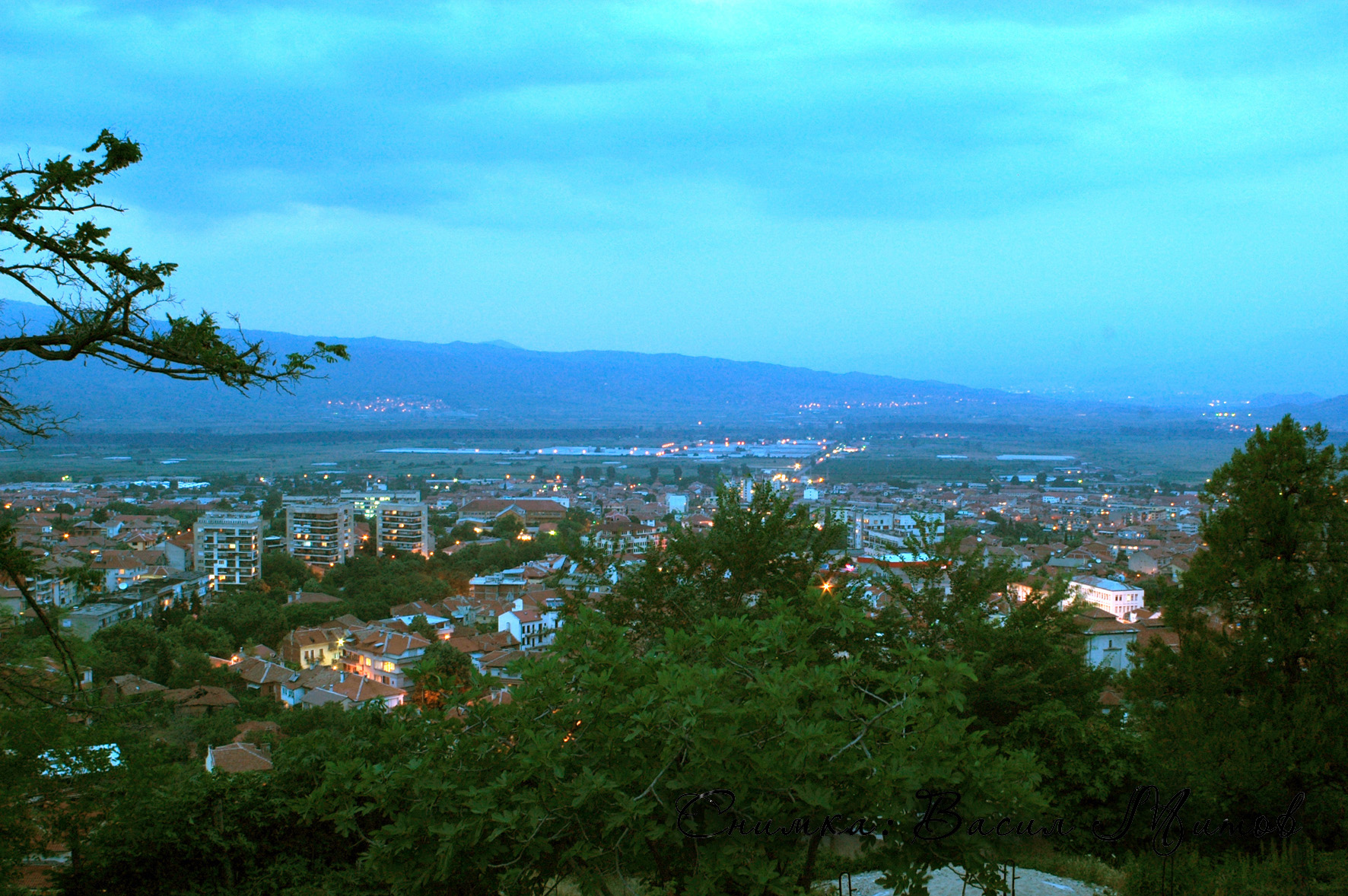
Uitzicht op Petritsj
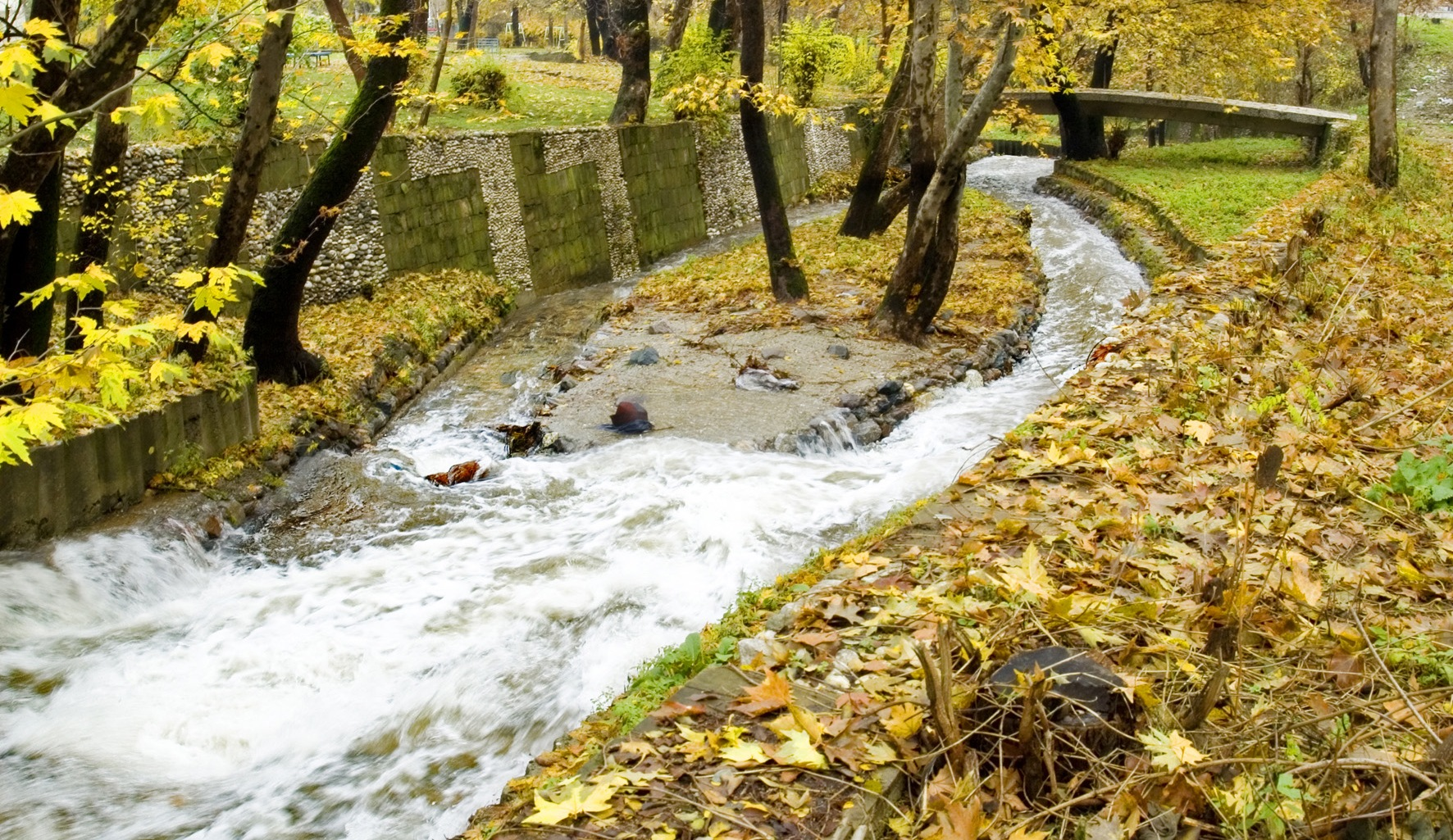
De rivier Loeda Mara
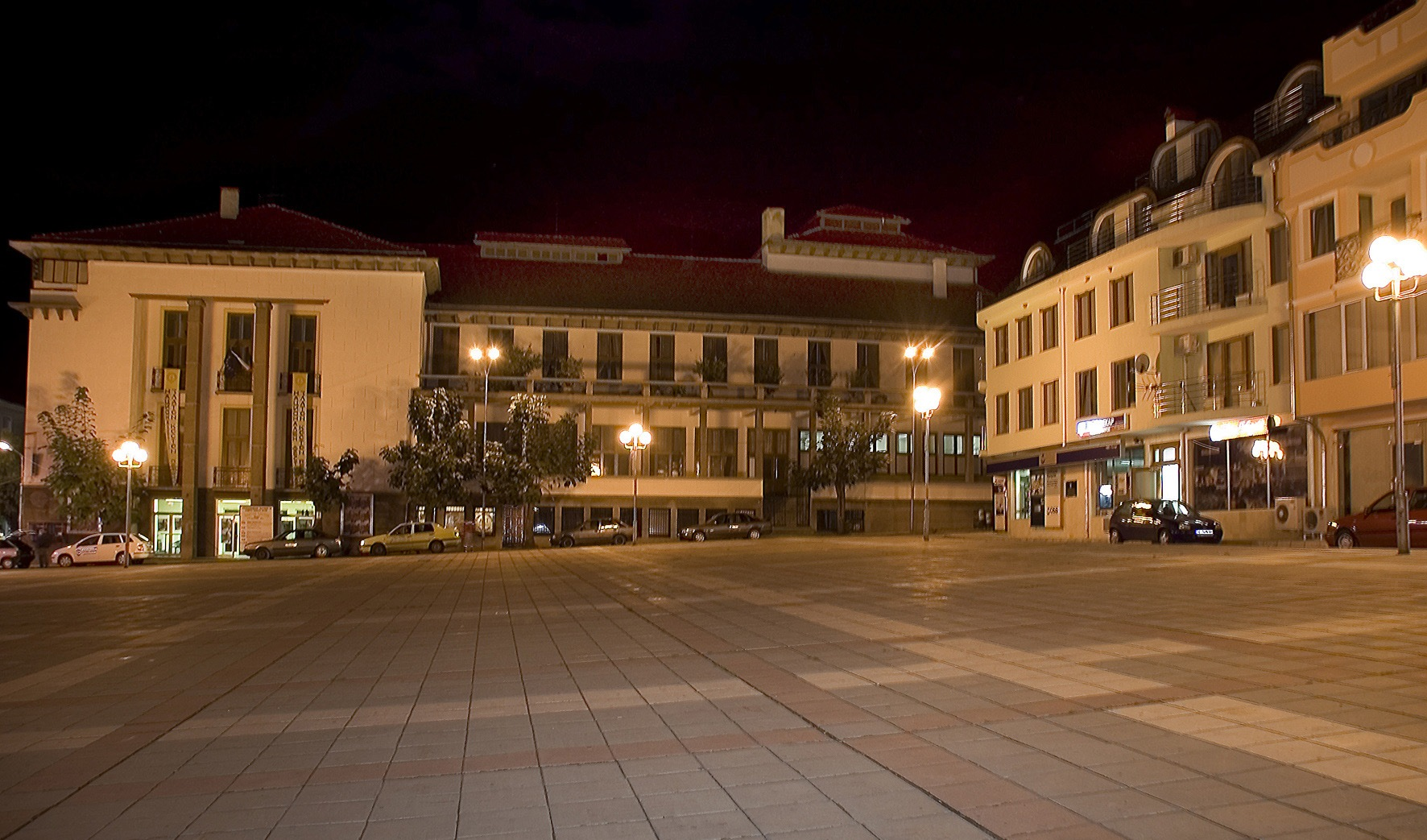
Centrale plein
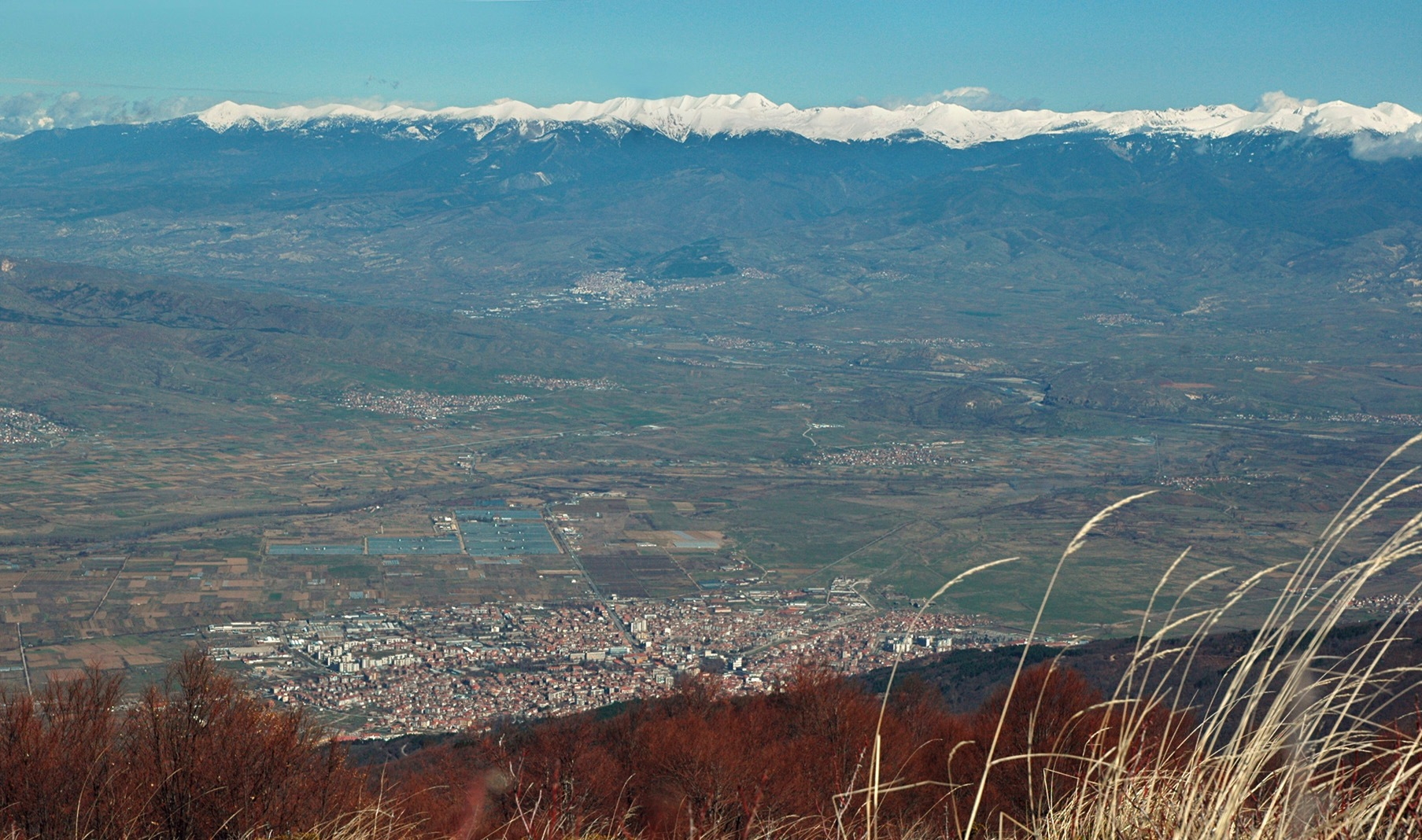
Uitzicht op Petritsj vanaf het Belatitsagebergte
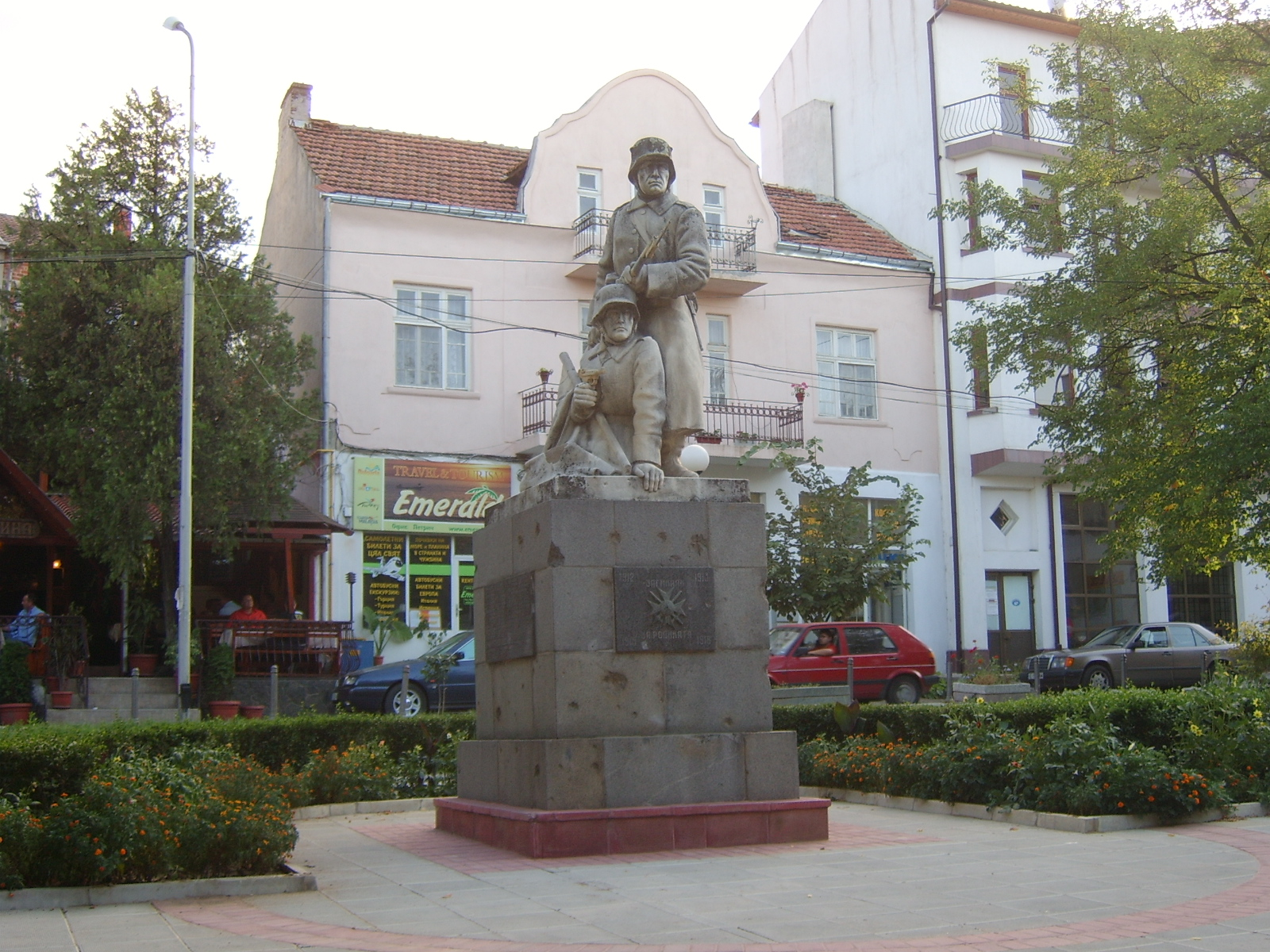
Herdenkingsmonument
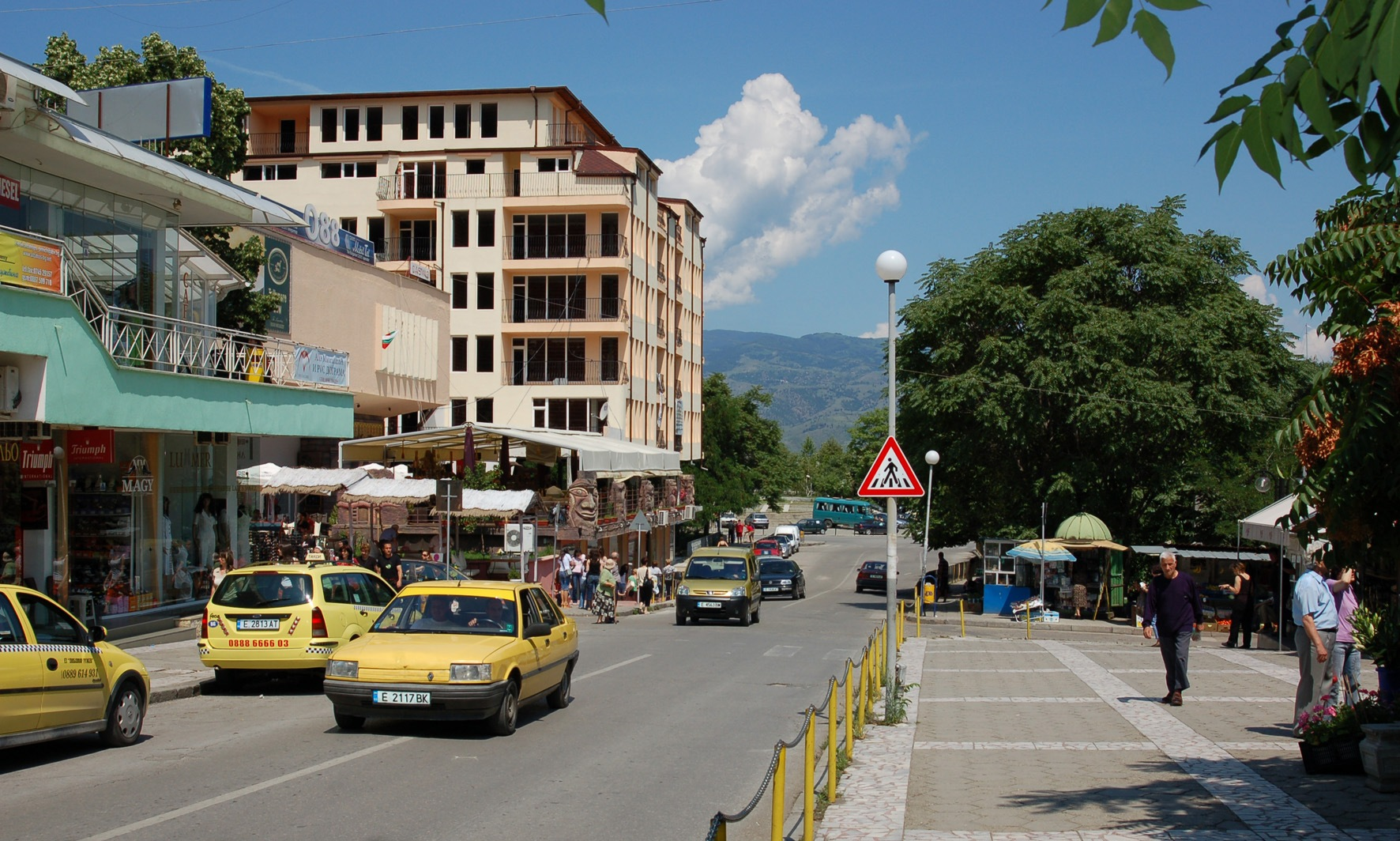
Centrum

Bestuurlijk centrum: Blagoëvgrad
 Bansko · Belitsa · Blagoëvgrad · Garmen · Gotse Deltsjev · Chadzjidimovo · Kresna · Petritsj · Razlog · Sandanski · Satovtsja · Simitli · Stroemjani · Jakoroeda